# Calceolaria molaui
Calceolaria molaui är en toffelblomsväxtart som beskrevs av Puppo. Calceolaria molaui ingår i släktet toffelblommor, och familjen toffelblomsväxter. Inga underarter finns listade i Catalogue of Life.